# Batyle laevicollis
Batyle laevicollis är en skalbaggsart som beskrevs av Bates 1892. Batyle laevicollis ingår i släktet Batyle och familjen långhorningar. Inga underarter finns listade.